# Мотовилиха (река)
Мотови́лиха — река в Шуйском районе Ивановской области длиной около 9 км. Левый и главный приток Сехи.
Берёт начало от автодороги Р-152 Иваново — Шуя неподалёку от железнодорожного разъезда Ворожино. Высота истока составляет 123.7 м; устья — 93 м.
Питание грунтовыми водами от болота, расположенного по другую сторону автодороги. Согласно наблюдениям, ледостав начинается с ноября, а вскрытие происходит в апреле.
Название, предположительно, происходит от угро-финского «мотовилия» — «незамерзающая».

## Водохранилище
В долине реки образовано водохранилище руслового типа на территории микрорайона «Учебный городок» города Шуя. Плотина водохранилища находится примерно в 300 м от устья реки.
Рельеф дна довольно ровный. Чистый песок и более или менее заиленный встречается преимущественно на прибрежных участках. Имеются небольшие участки иловатых и глинистых грунтов. Воды водохранилища осуществляют сезонное регулирование стока попадая в р. Мотовилиха. Водохранилище имеет длину 1,19 км, максимальная ширина 72 м, средняя глубина — 1,4 м.
Часть береговой линии водохранилища заболочена. Идёт активное зарастание водной растительностью. Водохранилище используется местными жителями как место отдыха: для купания и рыбной ловли — таким образом, имеет рекреационное значение.
Водятся карась, окунь, плотва, ёрш.